# Turek (Tatry)
Turek (słow. Turek) – reglowy szczyt w słowackich Tatrach Zachodnich. Znajduje się w krótkim, bocznym grzbiecie odchodzącym od grzbietu Juraniowe w północnym kierunku. Grzbiet ten oddziela od siebie dwa boczne odgałęzienia Doliny Cichej Orawskiej: Dolinę Czaplową (po jego zachodniej stronie) i Dolinę Furkaską (po wschodniej stronie). Ta ostatnia nazywana też była dawniej Doliną pod Turkiem.
Turek jest całkowicie zalesiony i nie prowadzą przez niego żadne szlaki turystyczne. Od strony południowo-zachodniej ograniczony jest pionową ścianą o wysokości około 25 m. Dawniej miał znaczenie pasterskie, na jego częściowo wówczas wylesionych stokach odbywał się wypas. Na stokach opadających do Doliny Czaplowej znajdowała się Hala Czaplowa. Wypas na niej zlikwidowano jednak już w XIX wieku, a dolina została zalesiona. Nie zalesiono jedynie polany Czaplówka znajdującej się u północnych podnóży Turka, nad potokiem Cicha Woda Orawska.